# Amru Al-Qays (cràter)
Amru Al-Qays és un cràter d'impacte de 47 km de diàmetre de Mercuri. Porta el nom de l'escriptor àrab pre-islàmic Imru-l-Qays (fl. segle vi), i el seu nom va ser aprovat per la Unió Astronòmica Internacional el 1976.
La millor imatge d'aquest gran cràter fins a la data va ser presa per la sonda espacial Mariner 10 en el seu primer sobrevol sobre Mercuri.